# Krokodił
Krokodił (ros. Крокодил ’krokodyl’) – radzieckie, później rosyjskie ilustrowane czasopismo satyryczne ukazujące się od 1922 roku.
Z pismem współpracowali m.in. tacy graficy, pisarze i dziennikarze jak: Mark Abramow, Arkadij Dawidowicz, Julij Ganf, Konstantin Jeriemiejew, Michaił Kolcow, Łazar Łagin, Aleksandr Mitta, Michaił Zoszczenko
Po rozpadzie ZSRR czasopismo zawieszono, zaś w 2005 roku (już w Rosji) podjęto nieudaną próbę wznowienia jako miesięcznik z redaktorem naczelnym Siergejem Mostowszczikowem, nadal rozmyślnie drukując go na starym radzieckim papierze.
Dmitrij Szostakowicz skomponował Pięć romansów do tekstów z tygodnika „Krokodił” na bas z fortepianem, op. 121 (1965).